# Campuac
Campuac (en occità Campuac) és un municipi francès situat al departament de l'Avairon i a la regió d'Occitània. S'hi parla la varietat occitana del roergat.

## Demografia
| 1962                                       | 1968 | 1975 | 1982 | 1990 | 1999 |
| ------------------------------------------ | ---- | ---- | ---- | ---- | ---- |
| 480                                        | 494  | 530  | 510  | 496  | 438  |
| Des de 1962: població sense dobles comptes |      |      |      |      |      |

## Administració
| Període | Identitat        | Partit |
| ------- | ---------------- | ------ |
| 2001-   | Jacques Delfieux |        |